# Непал на Паралимпийских играх
Непал на Паралимпийских играх впервые приняли участие в 2004 году на летних Играх в Афинах, и с тех пор принимает участие на всех летних Играх. На зимних Играх спортсмены Непала участия пока не принимали. Медалей на Играх спортсмены Мальдив пока не завоевали.